# Li-Chen Wang

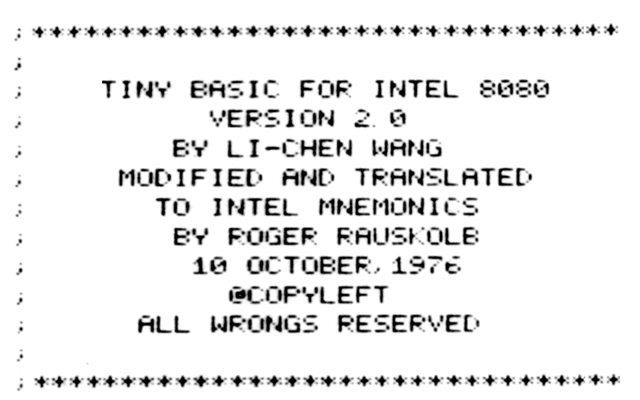
El uso del Copyleft; All Wrongs Reserved en 1976 ("Todos los Errores Reservados", en alusión a "Todos los Derechos Reservados")

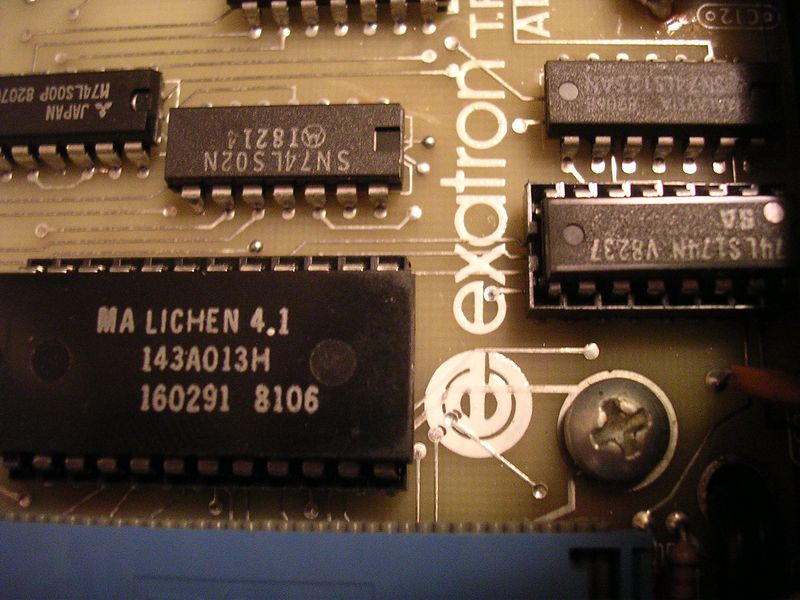
Note el "LICHEN" (Li-Chen) marcado en este ROM de Exatron producido para el Exatron Stringy Floppy drive del TRS-80 Model 1

El Dr. Li-Chen Wang (1935 - ) escribió el Palo Alto Tiny BASIC para los microcomputadores basados en el Intel 8080. Éste era la cuarta versión del Tiny BASIC que apareció en el Dr. Dobb's Journal of Computer Calisthenics & Orthodontia, pero probablemente la más influyente. Apareció en el Vol. 1, edición n.º 5 de mayo de 1976, y se distinguió de otras versiones del Tiny BASIC en los nuevos medios de abreviar comandos para ahorrar memoria, y la inclusión de una variable de arreglo ("@"). El intérprete ocupó 1,77 kilobytes de memoria y asumió el uso de un teletipo TTY para la entrada/salida del usuario.
Una errata al artículo original apareció en la edición de junio/julio de Dr. Dobb's (Vol 1, n.º 6). Este artículo también incluía información adicional sobre agregar dispositivos de entrada/salida adicionales, usando código para la  pantalla de video VDM de Processor Technology como un ejemplo.
El Dr. Wang también escribió un programa de STARTREK en su Tiny BASIC que apareció en la edición de julio de 1976 del boletín de noticias People's Computer Company.
El prototipo original del TRS-80 Model I, que fue demostrado por Charles Tandy para vender la idea, corrió con el BASIC de Li-Chen.
La marca del Dr. Wang también aparece en el ROM del Stringy floppy de Exatron para el TRS-80 Model I. De acuerdo al columnista Jack W. Crenshaw de Embedded Systems, la codificación Manchester de Li-Chen, alcanzando velocidades de lectura/escritura de 14K, es una "obra de arte".
En 2001, el Dr. Wang fue reelegido para un 2.º término como chair para Infrared Data Association's Technical and Test committee. En 2004 emplearon el Dr. Wang fue empleado como Chief Technical Officer at ACTiSYS in Fremont, CA enfocada en productos IR/mobile.